# آرثر سانت كلير (كاتب)
آرثر سانت كلير (بالإنجليزية: Arthur St. Claire)‏ هو كاتب سيناريو أمريكي، ولد في 20 يوليو 1899 في نيويورك في الولايات المتحدة، وتوفي في 18 أكتوبر 1950 في لوس أنجلوس في الولايات المتحدة.

## وصلات خارجية
- آرثر سانت كلير على موقع IMDb (الإنجليزية)
- آرثر سانت كلير على موقع قاعدة بيانات الفيلم (الإنجليزية)